# Francis Capra
Francis Capra (New York, 27 aprile 1983) è un attore statunitense.

## Biografia
Capra nasce nel Bronx, borough di New York, il 22 aprile del 1983 in una famiglia di origini italiane e dominicane. Nonostante il cognome, l'attore non è in alcun modo imparentato con il regista Frank Capra. Suo padre fu spesso assente durante la sua infanzia ed adolescenza, a causa delle sue attività criminali, che lo videro entrare ed uscire di prigione in continuazione; alla fine, morì assassinato nel 2003. A tal riguardo, Francis lasciò questo messaggio in onore di suo padre: «Non avevo mai conosciuto mio padre e quando lo feci fu solo per breve tempo. È rimasto in carcere per gran parte della sua vita ed è stato ucciso due anni fa; gli hanno sparato. Penso questo nonostante mio padre non fosse qui, nella sua morte e nella sua memoria... È stata una guida per me nella mia età adulta poiché mia madre non mi ha potuto insegnare ad essere un uomo». Capra ha condotto i propri studi presso la scuola cattolica Our Lady of the Assumption Catholic School del Bronx.
Francis esordisce nel 1993, a soli nove anni, nel film Bronx, di e con Robert De Niro, dove interpreta il piccolo Calogero "C" Aniello. Nel 1995 prende parte al film Free Willy 2, interpretando il ruolo di Elvis, e partecipa poi, nel corso degli anni successivi, a diversi altri film, quali Kazaam - Il gigante rap (1996), al fianco di Shaquille O'Neal, Un semplice desiderio (1997) e Fuori di cresta (1998). Attivo anche sul versante televisivo, prende parte a serie televisive come: The Shield (ep. Combattimento mortale), The Division (ep. Cold Comfort), The O.C. (ep. Una casa sicura) e CSI - Scena del crimine (ep. Vite isolate), ma il ruolo che lo ha reso famoso presso il grande pubblico è sicuramente quello di Eli "Weevil" Navarro, capo di una banda di motociclisti ispanica, nell'acclamata serie televisiva Veronica Mars. Una volta finita la serie, dopo 3 stagioni, riprenderà il suo ruolo nel film, tratto dalla serie, Veronica Mars - Il film nel 2014. Recentemente ha fatto parte del cast del film Crank. È inoltre apparso nel quarto episodio della terza stagione di Criminal Minds, interpretando il complice di un killer, e nella serie Senza traccia, dove interpretava il fidanzato di una ragazza cieca rapita. È apparso anche in un episodio di Smallville, dove interpretava un carcerato. Compare anche nel nono episodio di Castle, nel ruolo del padre biologico di una bambina scomparsa. Nel 2012 ha partecipato alla serie Touch con Kiefer Sutherland e Danny Glover.
Francis ha anche una sua compagnia di produzione la Take Off Productions che segue l'attore De'Aundre Bonds.
Francis ha ben 18 tatuaggi, tra i quali il più visibile è il segno di un dollaro negli angoli degli occhi ed una corona con la parola "famiglia" sul lato sinistro del collo. I tatuaggi sulle braccia includono un tributo a suo padre, ovvero il nome "Capra" in una cornice con le parole Fallen Angel ("angelo caduto"), i nomi dei suoi fratelli minori, i simboli delle muse Talia e Melpomene, le parole Seize Cash ("contanti sequestrati") e la frase cristiana The Good Must Suffer ("Il buono deve soffrire"). Attualmente vive a Los Angeles, in California, con sua madre e i suoi fratelli, tra cui lo scrittore e produttore Chanel Capra.

## Filmografia

### Cinema
- Bronx (A Bronx Tale), regia di Robert De Niro (1993)
- Free Willy 2 (Free Willy 2: The Adventure Home), regia di Dwight H. Little (1995)
- Kazaam - Il gigante rap (Kazaam), regia di Paul Michael Glaser (1996)
- Un semplice desiderio (A Simple Wish), regia di Michael Ritchie (1997)
- Fuori di cresta (SLC Punk!), regia di James Merendino (1998)
- Crank, regia di Mark Neveldine e Brian Taylor (2006)
- Dishdogz, regia di Mikey Hilb (2006)
- Black Irish, regia di Brad Gann (2007)
- Blood and Bone, regia di Ben Ramsey (2009)
- Rampart, regia di Oren Moverman (2011)
- Veronica Mars - Il film (Veronica Mars), regia di Rob Thomas (2014)

### Televisione
- Walker Texas Ranger – serie TV, episodio 9x13 (2001)
- Due gemelle e un maggiordomo (So Little Time) – serie TV, episodio 1x04 (2001)
- The Shield – serie TV, episodio 1x12 (2002) – non accreditato
- The Division – serie TV, episodio 3x06 (2003)
- 44 Minutes: The North Hollywood Shoot-Out, regia di Yves Simoneau – film TV (2003)
- The O.C. – serie TV, episodio 1x03 (2003)
- CSI - Scena del crimine (CSI: Crime Scene Investigation) – serie TV, episodio 4x03 (2003)
- American Dreams – serie TV, 5 episodi (2003)
- The Guardian – serie TV, episodio 3x09 (2003)
- Crossing Jordan – serie TV, episodio 3x08 (2004)
- Senza traccia (Without a Trace) – serie TV, episodio 3x01 (2004)
- Veronica Mars – serie TV, 44 episodi (2004-2007; 2019)
- Giudice Amy (Judging Amy) – serie TV, episodio 6x21 (2005)
- Blind Justice – serie TV, episodio 1x08 (2005)
- Heroes – serie TV, 4 episodi (2006-2008)
- The Closer – serie TV, episodio 3x07 (2007)
- Criminal Minds – serie TV, episodio 3x04 (2007)
- Friday Night Lights – serie TV, episodio 2x12 (2008)
- Lincoln Heights – serie TV, episodio 3x01 (2008)
- Sons of Anarchy – serie TV, episodio 1x08 (2008)
- Castle – serie TV, episodio 1x09 (2009)
- NCIS - Unità anticrimine (NCIS) – serie TV, episodio 7x09 (2009)
- Blue Bloods – serie TV, episodio 1x07 (2010)
- Bones – serie TV, episodio 6x09 (2010)
- Touch – serie TV, episodio 1x09 (2012)
- The Strain – serie TV, 4 episodi (2014)
- NCIS: Los Angeles – serie TV, episodi 5x24-6x04 (2014)
- Play It Again, Dick – serie TV, 4 episodi (2014)
- iZombie – serie TV, episodi 4x06-5x01-5x02 (2018-2019)

### Video musicali
- Childhood – di Michael Jackson (1995)[5]

## Doppiatori italiani
Nelle versioni in italiano delle opere in cui ha recitato, Francis Capra è stato doppiato da:
- Paolo Vivio in Fuori di cresta, Criminal Minds, Veronica Mars, Veronica Mars - Il film, NCIS - Unità anticrimine, The Strain
- Simone Crisari in Bronx, Kazaam - Il gigante rap
- Lorenzo De Angelis in Free Willy 2
- Alessio De Filippis in Un semplice desiderio
- Mirko Mazzanti in The O.C.
- Massimo Di Benedetto in 44 Minutes: The North Hollywood Shoot-Out
- Diego Suarez in The Closer
- Marco Vivio in Blue Bloods
- Gianluca Crisafi in Bones
- Stefano Oppedisano in NCIS: Los Angeles (ep. 5x24)
- Stefano Alessandroni in NCIS: Los Angeles (ep. 6x04)